# اقتصاد کاذب
اقتصاد کاذب، اقتصاد غلط، یا اقتصاد نسنجیده، (به انگلیسی: False economics)، در علم اقتصاد
، نام گونه‌ای از اقدام یا سلسله‌اقدام‌های اقتصادی به ظاهر حساب‌شده‌است که در ابتدا و به‌ظاهر، انتخاب آن اقتصادی و «صرفه‌جویی» به نظر برسد، اما در عمل معلوم می‌شود که آن مسیر مبلع (و نیز؛ وقت، سرمایه، یا انرژی) بیشتری نسبت به آنچه که در ابتدا صرفه‌جویی شده، هدر رفته، یا خرج‌های جانبی در بر برداشته که در ابتدا نادیده گرفته شده‌است. به عنوان مثال، خرید ارزان‌ترین اتوبوس‌ها توسط دولت، یا شهرداری یک شهر که تصمیم به خرید آن‌ها برای استفاده در جابه‌جایی کارگران خود دارد، می‌تواند یک اقتصاد کاذب باشد؛ چرا که اتومبیل‌های ارزان قیمت در دراز مدت نیاز بیشتر و مکرری به تعمیرات را در پروندهٔ سوابق خود نشان می‌دهند و هزینه‌های سوخت، تعمیر و نگهداری اضافی، عمر کوتاه‌تر و نیز روزها و ساعت‌هایی که این وسیله‌ها قابل استفاده نبوده‌اند، صرفه‌جویی اولیه را بی‌معنا می‌کند.
عوامل انگیزشیِ اتخاذ تصمیمِ گروه درگیر در اقتصاد کاذب، گاهی می‌تواند با مدت دخالت داشتن (سر کار بودن) گروه مرتبط، و در نتیجه عمدی باشد.  صرفه‌جویی‌های یک گروه بساز و بفروش در انتخاب مصالح ساختمانی کم دوام می‌تواند عامل انگیزشیِ آن گروه در به‌کارگیری عامدانه اقتصاد کاذب باشد زیرا ساختمان‌ها به‌زودی فروخته می‌شوند؛ هرچند آن‌هم به‌نوبهٔ خود در درازمدت می‌تواند با تأثیرگذاری بر سابقه و نیک‌نامی، یا درگیری و دوباره‌کاری در نتیجهٔ بازرسی و بازبینی‌های رسمی، نشان دهد که برای گروه نیز هنوز اقتصاد کاذب است.